# V Korpus (UHA)
V Korpus – korpus Ukraińskiej  Armii Halickiej, którego formowanie nie zostało ukończone z powodu ofensywy polskiej i przejścia oddziałów UHA za Zbrucz, na teren Ukraińskiej Republiki Ludowej.
W czerwcu 1919 Naczelna Komenda UHA z gen. Ołeksanderm Hrekowem podjęła decyzję utworzenia 8 nowych brygad piechoty, wchodzących w skład dwóch korpusów – IV i V. Dowódcą korpusu mianowano płk Hryhorija Kossaka, a szefem sztabu kpt. Ericha Stuckheila.
Korpusowi przydzielono 11 Brygadę. W czasie ofensywy czortkowskiej utworzono sztaby i rozpoczęto formowanie 14 Stanisławowskiej, 15 Terebowlańskiej, 16 Czortkiwskiej, 17 Buczackiej, 18 Ternopilskiej i 21 Zbaraskiej brygad piechoty.
Jednak po przejściu Zbrucza sztaby rozformowano, a żołnierzy wcielono do innych jednostek UHA. Wyjątkiem była 14 Brygada Piechoty UHA, którą włączono do III Korpusu UHA w miejsce 1 Brygady Górskiej UHA, która została odcięta od własnych oddziałów i zmuszona do przejścia granicy Czechosłowacji, gdzie została internowana.

## Literatura
- Maciej Krotofil, Ukraińska Armia Halicka 1918-1920, Toruń 2002, ISBN 83-7322-156-5.
- Jeremiasz Ślipiec, Drogi niepodległości – Polska i Ukraina 1918-1921, Warszawa 1999, ISBN 83-11-09038-6.